# Figueroa (Santurce)
|                                                  |                                                         |
| Coordenadas                                      | 18°26′54″N 66°4′30″O / 18.44833, -66.07500              |
| Entidad • País • Territorio • Municipio • Barrio | Sub-barrio Estados Unidos Puerto Rico San Juan Santurce |
| Superficie                                       | 0,35 km² (0,14 mi²)                                     |
| Población • Densidad poblacional                 | 1.016 (2000) 2.895.2 km² (7.498,5 mi²)                  |

Figueroa es uno de los cuarenta “sub-barrios” del barrio Santurce en el municipio de San Juan, Puerto Rico. Según el censo del año 2000, este sector contaba con 1.016 habitantes y un área de 0,35 km².